# 118401 LINEAR
118401 LINEAR (denumire provizorie 1999 RE70) este un asteroid și o cometă din centura principală (176P/LINEAR, LINEAR 52) care a fost descoperit prin telescoapele de 1 metru ale programului Lincoln Near-Earth Asteroid Research (LINEAR) la Socorro la data de 7 septembrie 1999. Caracterul cometar al 118401 LINEAR a fost descoperit la 26 noiembrie 2005 de către Henry H. Hsieh și David Jewitt în cadrul proiectului Hawaii Trails al observatorului Gemini cu ajutorul telescopului Gemini North de 8 metri, pe Mauna Kea și confirmat de telescoapele de 2,2 m ale Universității din Hawaii, din 24 până în 27 decembrie 2005, și de Gemini la 29 decembrie 2005. Telescopul Spațial Spitzer a estimat diametrul lui 118401 LINEAR la 4,0 ± 0,4 km.